# Sankt-Andreas-Kirche (Tanger)

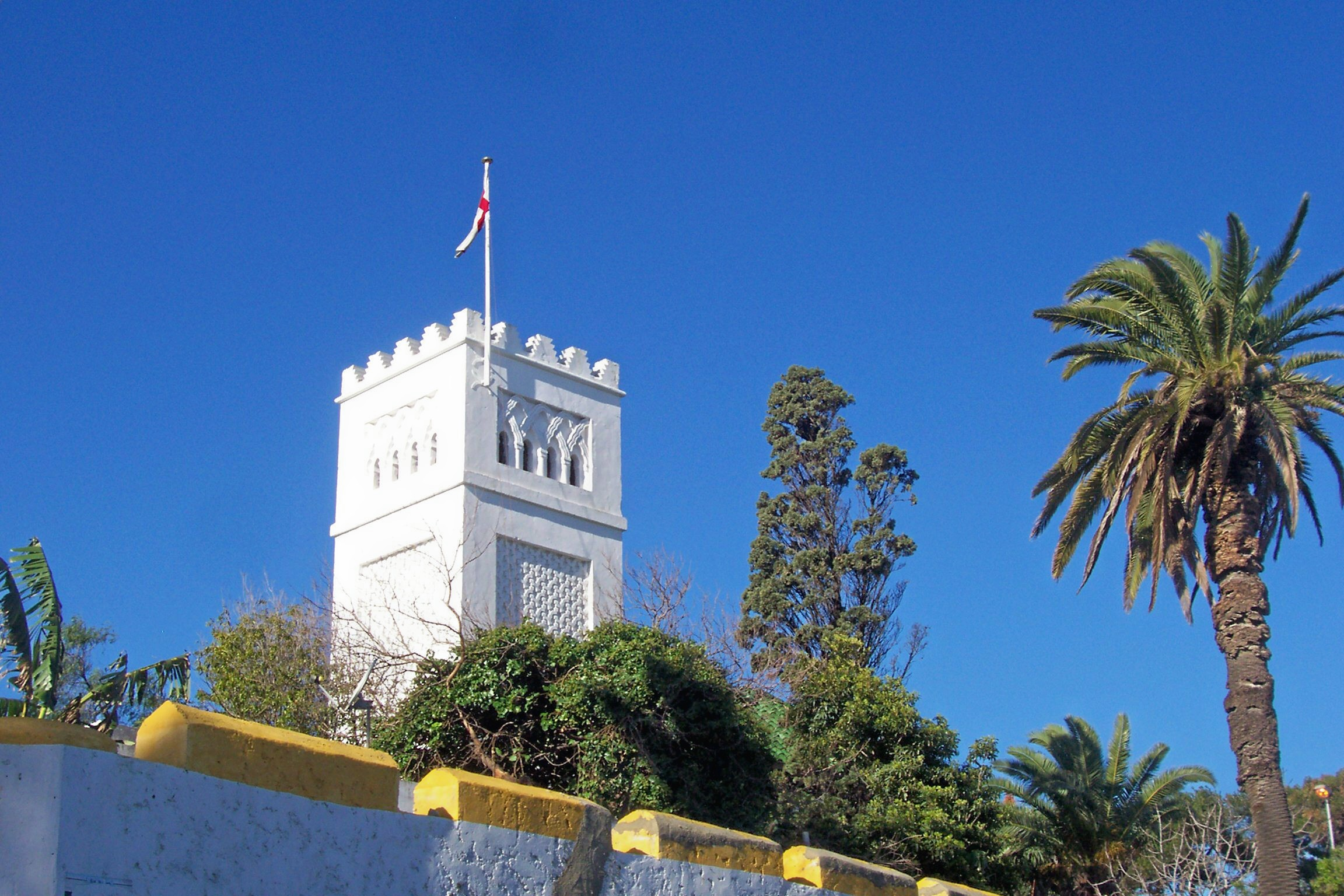
Kirchturm der Andreaskirche

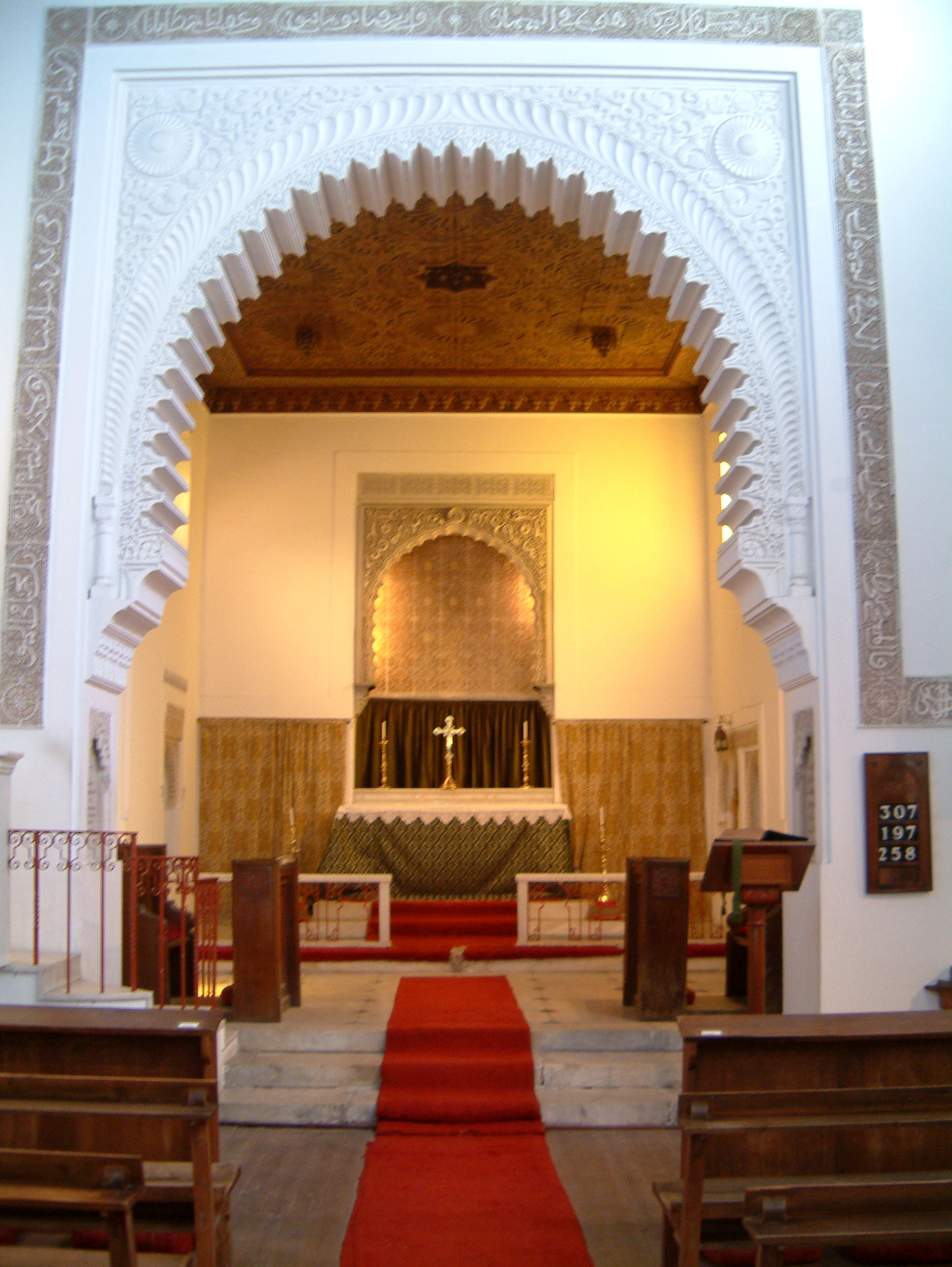
Altar

Die Kirche des Heiligen Andreas (englisch Church of Saint Andrew) ist ein ab 1894 erbautes anglikanisches Kirchengebäude in der Stadt Tanger in Marokko. Sie gehört zur Archdeaconry Gibraltar in der Diocese in Europe der Church of England.

## Geschichte
Im Jahr 1880 spendete der Alawiden-König Hassan I. von Marokko Land an die britische Gemeinde, damit sie eine kleine anglikanische Kirche in Tanger errichten konnte. Nachdem die Kirche gebaut worden war, stellte man jedoch fest, dass der Platz für die wachsende Zahl an Gläubigen nicht ausreichte, sodass 1894 ein neuer Bau, die Kirche des Hl. Andreas, errichtet wurde; dieser wurde 1905 eingeweiht. Die Inneneinrichtung ist als eine Vermischung mehrerer Stile, vor allem des maurischen, entworfen worden. Der Kirchturm hat die Form eines Minaretts und überragt den angrenzenden Friedhof.

## Personen
Zu den Personen, deren in der Andreaskirche gedacht wird, zählt Emily Keene, Scherifa von Ouezzane (1849–1944), die den Choleraimpfstoff in Marokko einführte. Sie war eine britische Philanthropin oder Humanistin, die den Scharef von Ouezzane heiratete, einen örtlichen Religionsführer. Sie starb in Tanger, und an der Westseite der Kirche steht eine Plakette, um ihrer zu gedenken; ihr eigentliches Grab befindet sich in der Familiengruft im Bezirk Marshan von Tanger, welcher die Straße von Gibraltar überragt.
Auf dem Kirchengelände begraben sind Sir Harry Aubrey de Vere Maclean (1848–1920), Paul Lund (1915–1966) und der britische Schriftsteller Walter Harris (1866–1933). Zudem sind die in Alexandrien geborene Claire de Menasce und ihr zweiter Ehemann, der Kommandierende Roy Howell RN, auf dem kleinen Friedhof begraben; ebenso Claude-Marie Vincendon, ihre zweite Tochter aus erster Ehe, die die Frau von Lawrence Durrell war.